# Städtische Universität Onomichi
Koordinaten: 34° 25′ 25,5″ N, 133° 9′ 41,9″ O

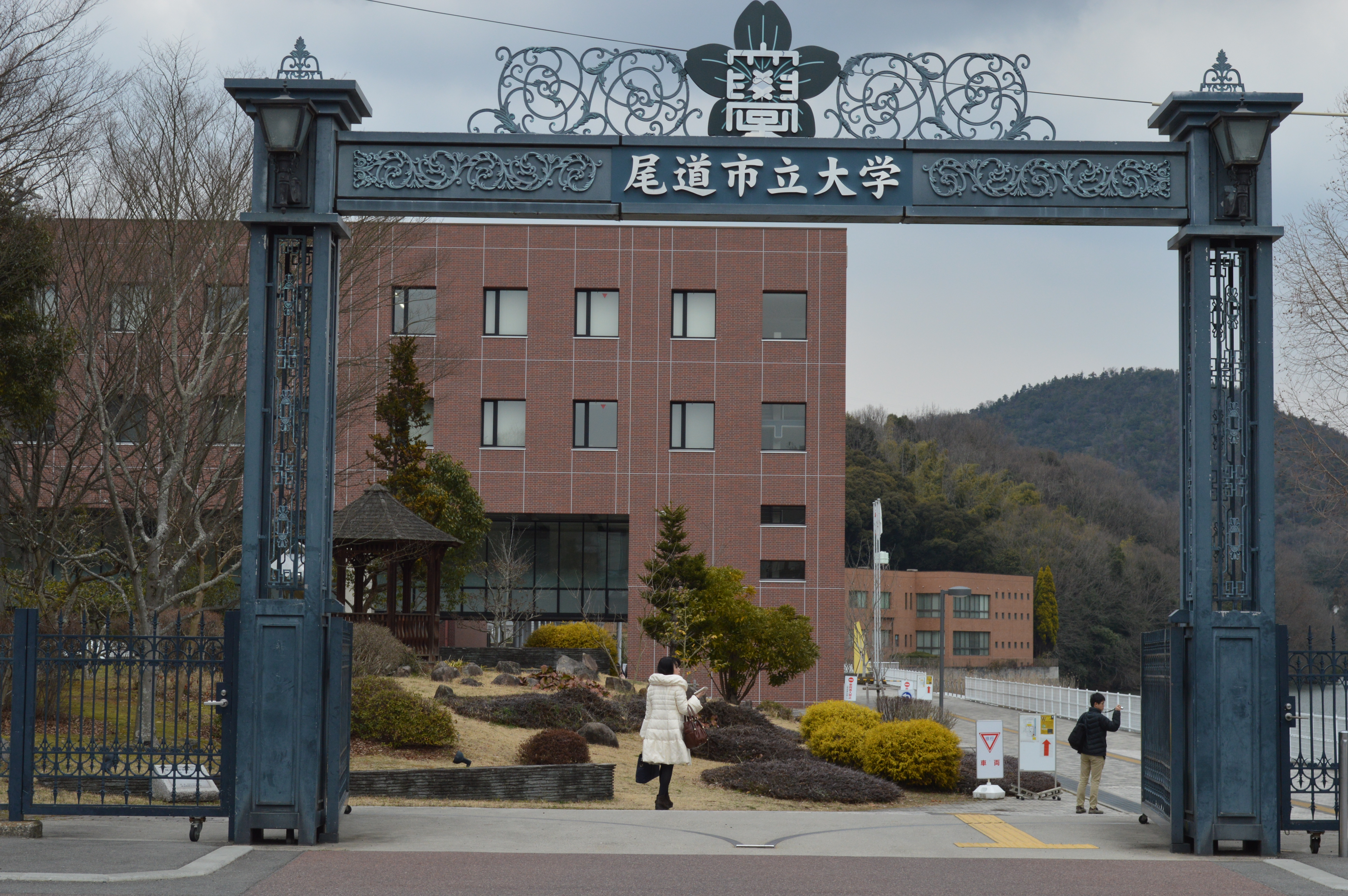
Haupteingang (2017)

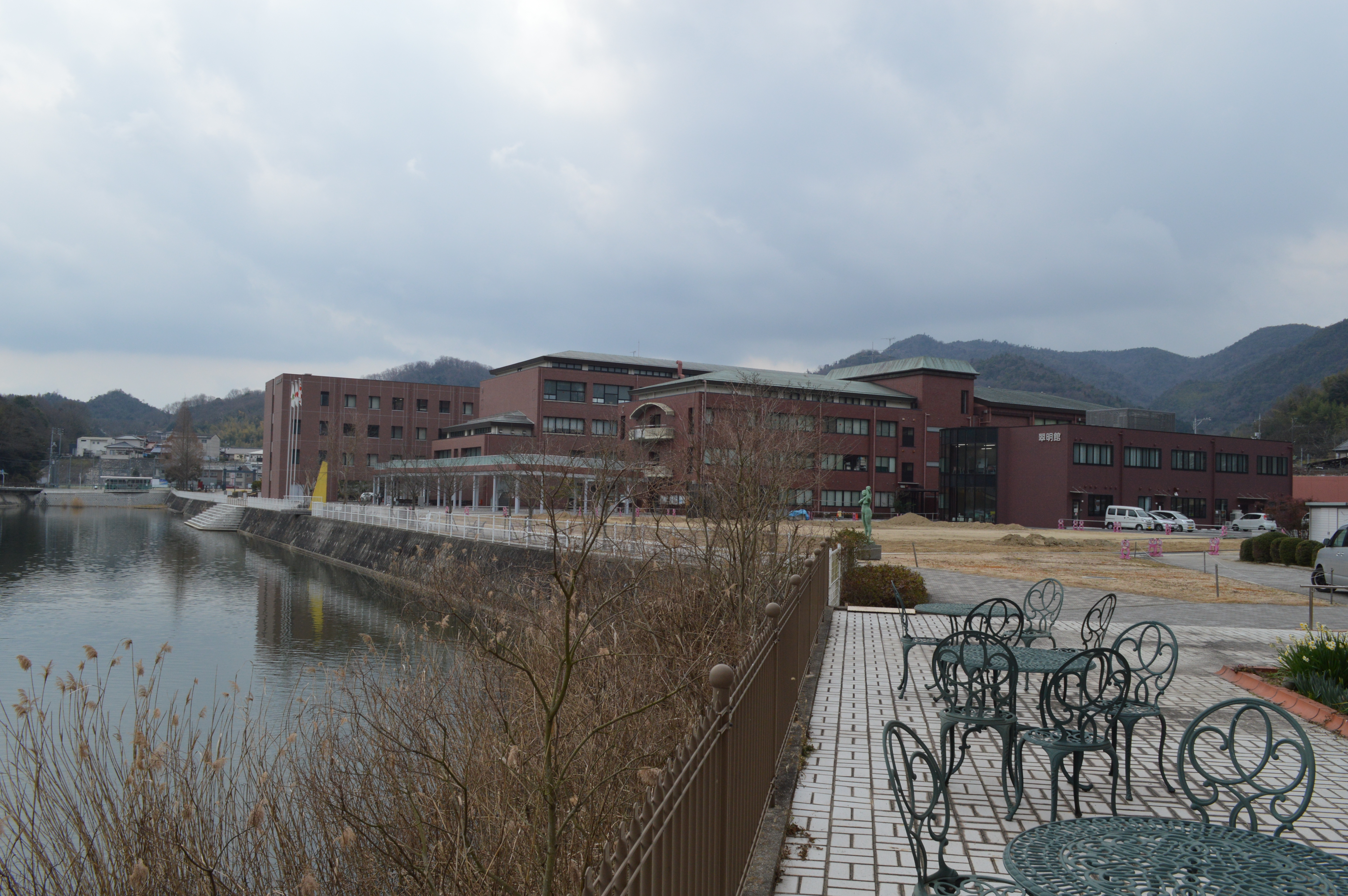
Campus (2017)

Die Städtische Universität Onomichi (jap. 尾道市立大学, Onomichi-shiritsu daigaku; engl. Onomichi City University) ist eine städtische Universität in Onomichi in der Präfektur Hiroshima (Japan).

## Geschichte
Sie wurde 1946 als Städtische Frauenfachschule Onomichi (尾道市立女子専門学校, Onomichi-shiritsu joshi semmon gakkō) gegründet. 1950 wurde sie zur koedukativen Onomichi-Tanki-Daigaku reorganisiert. 1962 zog sie in den heutigen Campus um. 2001 entwickelte sie sich zur 4-jährigen Universität Onomichi. 2005 gründete sie die Masterstudiengänge. 2012 wurde sie in Städtische Universität Onomichi umbenannt.
Die Universität übernahm 2007 das Shirakaba-Kunstmuseum Onomichi (尾道白樺美術館, Onomichi Shirakaba bijutsukan. 34° 24′ 41,6″ N, 133° 12′ 33″ O), das die gleichgesinnten Bürger 1999 gründeten; sie kauften den Grund gegen einen Bebauungsplan von Hochhaus und bauten das Museum darauf, um die Landschaft von Onomichi zu schützen. 2012 wurde das Kunstmuseum in MOU - Museum of Onomichi City University (MOU 尾道市立大学美術館, Onomichi-shiritsu daigaku bijutsukan) umbenannt. Es dient als Schaustellungsplatz der Werke der Studenten und Professoren.

## Fakultäten
- Fakultät für Wirtschafts- und Informationswissenschaften
- Fakultät für Kunst und Kultur
  - Abteilung für Japanische Literatur
  - Abteilung für Bildende Kunst